# Triuncina bengalensis
Triuncina bengalensis är en fjärilsart som beskrevs av Frederick Wollaston Hutton. Triuncina bengalensis ingår i släktet Triuncina och familjen silkesspinnare. Inga underarter finns listade i Catalogue of Life.